# Hradec nad Moravicí
Hradec nad Moravicí település Csehországban, a Opavai járásban. Hradec nad Moravicí Radkov, Vršovice, Březová, Hlubočec, Melč, Skřipov, Štáblovice, Uhlířov, Chvalíkovice és Branka u Opavy településekkel határos. Lakosainak száma 5485 fő (2024. január 1.).

## Népesség
A település lakosságának változását az alábbi diagram mutatja:
| Lakosok száma | 3944 | 3995 | 5062 | 4348 | 4903 | 5033 | 5402 | 5489 | 5434 | 5485 |
|               | 1869 | 1890 | 1921 | 1950 | 1980 | 2001 | 2017 | 2019 | 2022 | 2024 |